# Construtora

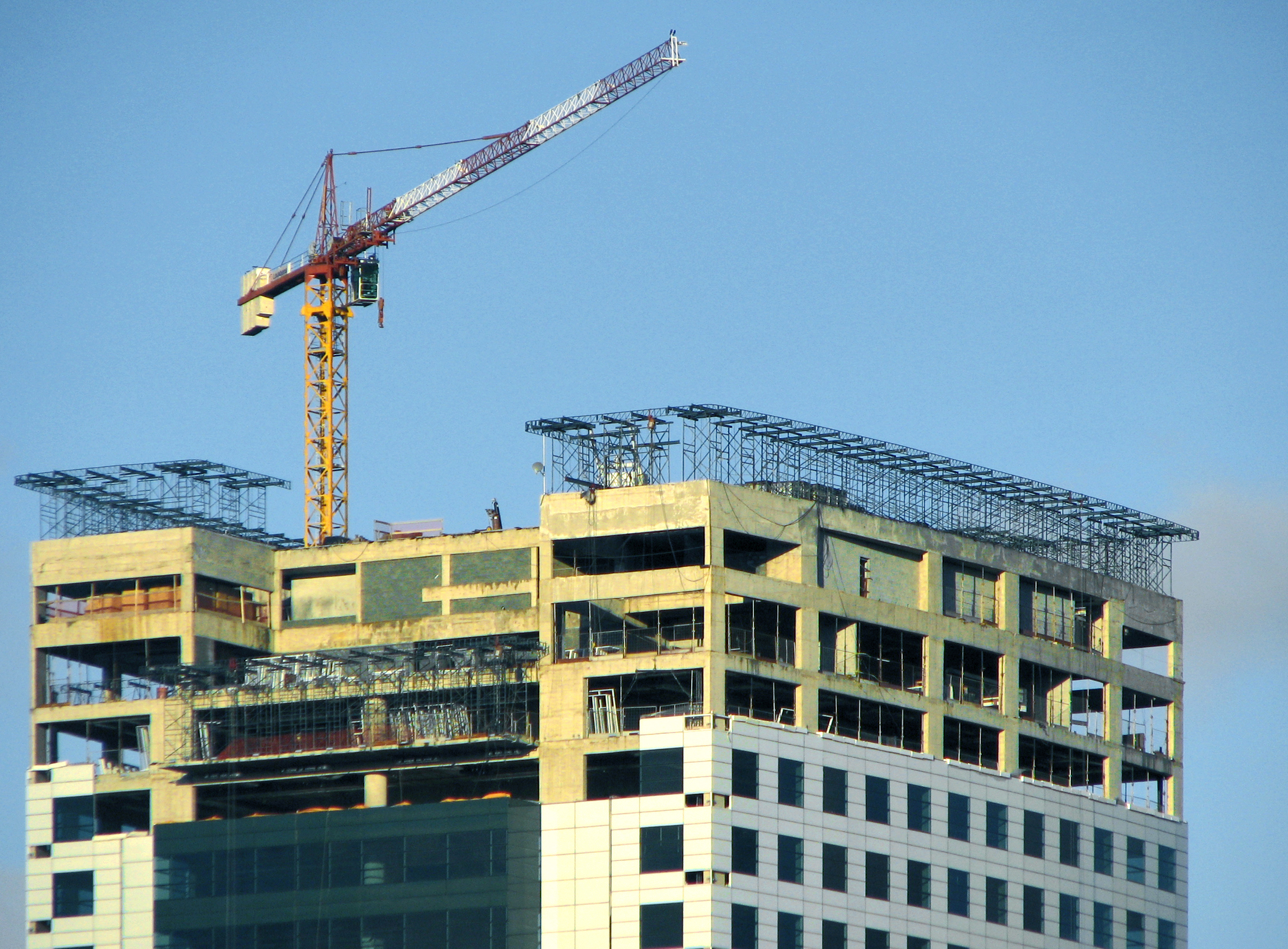
Edifício em construção

Uma construtora é um tipo de empresa que se dedica à construção civil, executando obras e edificações, também desenvolve projetos e orçamentos.
Segundo estudo da consultoria Deloitte, as maiores construtoras portuguesas são Mota-Engil, Teixeira Duarte e Soares da Costa, as três integrando o ranking das 100 maiores empresas de construção da Europa.

## Maiores construtoras brasileiras por segmento
Segundo a Câmara Brasileira da Indústria da Construção (CBIC) as três maiores construtoras brasileiras, por segmento de atuação no ano de 2010 foram:
| A: Obras Rodoviárias                        | Norberto Odebrecht, Camargo Corrêa, e Andrade Gutierrez    |
| B: Usinas Hidrelétricas / Barragens         | Norberto Odebrecht, Camargo Corrêa e Andrade Gutierrez     |
| C: Túneis                                   | Norberto Odebrecht, Camargo Corrêa e Andrade Gutierrez     |
| D: Obras Portuárias                         | Norberto Odebrecht, Camargo Corrêa e Andrade Gutierrez     |
| E: Obras Ferroviárias                       | Norberto Odebrecht, Camargo Corrêa e Andrade Gutierrez     |
| F: Usinas Nucleares                         | Norberto Odebrecht, Camargo Corrêa e Andrade Gutierrez     |
| G: Plataformas Offshore                     | Norberto Odebrecht, Queiroz Galvão e Mendes Júnior Trading |
| H: Instalações Petrolíferas / Petroquímicas | Norberto Odebrecht, Camargo Corrêa e Andrade Gutierrez     |
| I: Pontes e Viadutos                        | Norberto Odebrecht, Camargo Corrêa e Andrade Gutierrez     |
| J: Aeroportos                               | Norberto Odebrecht, Camargo Corrêa e Andrade Gutierrez     |
| K: Oleodutos / Gasodutos                    | Norberto Odebrecht, Camargo Corrêa e Andrade Gutierrez     |
| L: Telecomunicações                         | Camargo Corrêa, Andrade Gutierrez e Construcap CCPS        |
| M: Obras Metroviárias                       | Norberto Odebrecht, Camargo Corrêa e Andrade Gutierrez     |
| N: Linhas de Transmissão                    | Norberto Odebrecht, Camargo Corrêa e Andrade Gutierrez     |
| O: Obras de Saneamento                      | Norberto Odebrecht, Camargo Corrêa e Andrade Gutierrez     |
| P: Edifícios Residenciais                   | Gafisa, Construcap CCPS e EIT - Empresa Industrial Técnica |
| Q: Edifícios Comerciais                     | Gafisa, Construcap CCPS e MRV Engenharia                   |
| R: Condomínios Horizontais                  | Gafisa, Construcap CCPS e MRV Engenharia                   |
| S: Incorporações                            | Gafisa, MRV Engenharia e Construtora Tenda                 |
| T: Edificações para Fábricas                | Andrade Gutierrez, Construcap CCPS e WTorre                |
| U: Shopping Centers                         | Andrade Gutierrez, Construcap CCPS e WTorre                |
| V: Hotéis                                   | Andrade Gutierrez, Gafisa e Construcap CCPS                |